# مانستر هانتر ستوريز 2: وينغز أوف روين
مانستر هانتر ستوريز 2: وينغز أوف روين، هي لعبة فيديو يابانية من نوع لعبة تقمص أدوار، تم تطويرها ونشرها من قبل شركة كابكوم اليابانية، تم إصدار اللعبة في المتاجر الإلكترونية سنة 2021، وتعمل على منصتي مايكروسوفت ويندوز ونينتندو سويتش، حيث تدعم 13 لغة، ومنها العربية.